# 162173 류구

162173 류구는 미국 MIT 링컨 연구소의 LINEAR 프로젝트에 의하여 발견된 소행성으로, 아폴로 소행성군에 분류되는 근지구 소행성 중의 하나이다.

## 발견
미국 매사추세츠 공과대학(MIT) 링컨 연구소의 미국 뉴멕시코주 소코로(Socorro) 인근 소재의 실험 시험 장소(ETS, Experimental Test Site)에서 LINEAR(Lincoln Near-Earth Asteroid Research) 프로젝트에 의하여 1999년 5월 10일 발견되었다.

## 명칭
'162173'은 소행성 번호이다. 소행성체 센터에 정식 등록된 임시부호는 1999 JU3로, 정식 명칭이 부여될 때까지 사용되었다. '1999'는 1999년, 'J'는 5월 전반, 'U3'은 95번째로 발견된 것을 나타낸다. JAXA는 2015년 10월 5일, '류구'가 소행성 센터의 리스트에 등재되었다고 발표하였다.

### 명칭의 공모
2015년 7월 15일, JAXA는  (162173) 1999 JU  3의 명칭을 일반에서 공모한다고 발표했다. 2015년 7월 22일 13시 30분부터 8월 31일 10시 00분까지 JAXA의 특설 WEB 페이지나 엽서에 의해 신청 접수하고 선정위원회에서 심사하여 명칭안 '류구'를 선정했다. 이것을 발견자인 LINEAR 팀에 전달하여 LINEAR 팀이 IAU에 명명 제안하였다. IAU의 소천체 명명위원회에 의한 심사는 통상 3개월 정도 걸리는데,  (162173) 1999 JU  3에 대해서는 신속한 심사가 이루어져서 '류구'가 정식으로 인정되었다.

### 선정 이유
JAXA는 '류구'라는 이름의 선정에 대하여 아래의 이유를 들고 있다.
1. 우라시마 타로 이야기에서, 우라시마 타로가 거북의 등을 타고 용궁에서 '보물'을 찾아온다는 것이 하야부사 2호가 소행성의 샘플이 들어간 캡슐을 가져오는 것과 겹치는 점.
2. 소행성 1999 JU  3 에는 물을 포함한 암석이 있을 것으로 예상되는데, 용궁이 물을 상기시키는 명칭이라는 점.
3. 기존의 소행성 명칭과 유사하지 않고, 신화에서 유래 한 명칭안에서 여러 번 제안이 있었던 명칭이라는 점.
4. '류구'는 '신화에서 유래한 명칭이 바람직하다'는 국제 천문 연맹이 정한 규칙에 부합하고, 제삼자의 상표권 등의 관점에서도 큰 우려는 없다고 판단했기 때문이다.

## 물리적 특징
탄소 함유량이 많은 탄소질 콘드라이트로 이루어진 탄소형 소행성이다. 또한 관측 결과에서 수분 실리케이트의 존재도 시사되고 있다..
S형 소행성인 이토카와보다 태양계 형성 초기의 유기물과 함수 미네랄을 더 포함하고 있다고 생각할 수 있는 점, 지구에서 비교적 가까운 궤도 요소를 가지는 점 등에서 하야부사 2호의 목표 천체로 선정됐다.
근지구 천체(NEO) 중에서도 특히 지구에 충돌 할 가능성과 영향이 클 것으로 예상되어 잠재적으로 위험한 소행성으로 분류된다.

## 탐사
류구는 일본 항공 우주 탐사 기관(JAXA)이 실시하는 소행성 탐사 프로젝트 하야부사 2호의 목표 천체이었다. 2018년 6월에 하야부사 2호가 류구 인근에 도착하여 1년반 동안 탐사후 샘플을 채취 한 후 2019년 11월에 류구를 출발하였다. 하야부사 2호는 2020년 12월 5일, 샘플을 가지고 지구에 귀환하였는데, 샘플에서는 RNA와 비타민 B3의 성분인 우라실과 같은 유기물의 존재가 확인되었다.

## 같이 보기
- 우주선이 방문한 소행성체와 혜성 목록